# Carl Heideloff (Maler)
Carl Heideloff (vollständiger Name Johann Friedrich Carl Heideloff, der Nachname wurde gelegentlich auch Haidlof geschrieben; * 22. Juli 1770 in Stuttgart; † 17. März 1816 in Weimar) war ein deutscher Theaterdekorations- und Bühnenmaler, der in Weimar seit 1798 tätig und dort seit 1811 Hofmaler war.

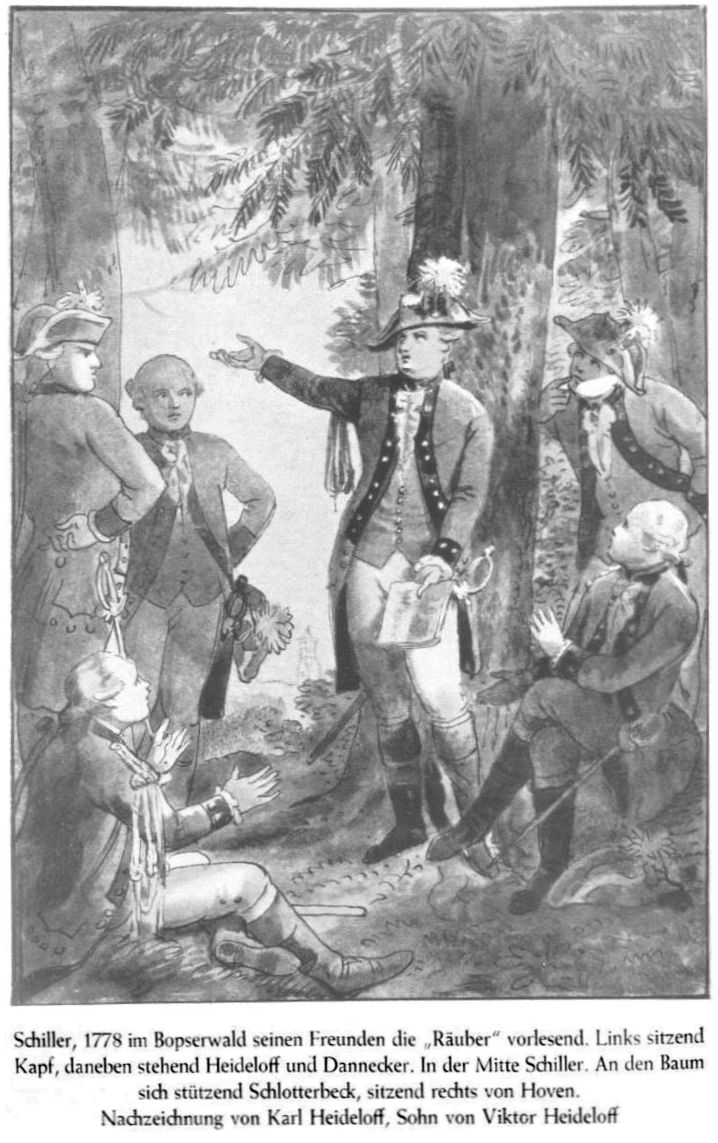
Friedrich Schiller liest seinen Freunden 1778 Die Räuber vor von Johann Friedrich Carl Heideloff

## Leben
Heideloff war ein Sohn des Stuttgarter Hofvergolders Carl Heideloff (1737–1803) und dessen Frau Theresia geb. Malterre (1731–1779). Er ist also in eine Künstlerfamilie hineingeboren, denn seine beiden Großväter der Bildhauer Franz Joseph Ignatz Anton Heideloff (1676–1772) und der Tanzmeister an der Karlsschule Peter Heinrich Malterre (oder Malter) zweifelsohne als Künstler anzusehen sind. Seine Eltern hatten acht Kinder, darunter den Maler Viktor Heideloff, den Kupferstecher Nikolaus Heideloff, den Bildhauer und Maler Heinrich Heideloff und den Vergolder Jean Heideloff.
Heideloff malte zunächst in Stuttgart, bevor er 1798 von Friedrich Schiller, der mit seinem Bruder Viktor schon seit der Hohen Karlsschule befreundet war, als Dekorationsmaler in Weimar empfohlen wurde. Dorthin ging er zusammen mit Nikolaus Friedrich von Thouret. Er war beteiligt an der Bemalung des Weimarer Schießhauses, er führte dort das Musenfries aus, das auf einen Entwurf von Heinrich Meyer zurückgeht. Außerdem malte er unzählige Dekorationen für das alte Hoftheater, das sogenannte Komödienhaus von Anton Georg Hauptmann, die aber durch einen Brand 1825 verlorengingen. In Weimar ist 1802 sein Sohn Alfred Heideloff geboren, den er ab 1814 unterrichtete. (Dieser ging später nach Paris.) Heideloff sollte sich in Weimar einen guten Namen erarbeitet haben. Er kam jedoch mit 46 Jahren ums Leben. Es war ein Arbeitsunfall, der sich bei den Malerarbeiten im Residenzschloss ereignete – er fiel von einer Leiter und starb wenige Stunden danach.